# Soľník
Soľník (bis 1973 slowakisch Solník – bis 1927 auch „Salnik“; ungarisch Szálnok – bis 1907 Száln[y]ik) ist eine Gemeinde im Nordosten der Slowakei mit 33 Einwohnern (Stand 31. Dezember 2024), die zum Okres Stropkov, einem Kreis des Prešovský kraj gehört.

## Geographie

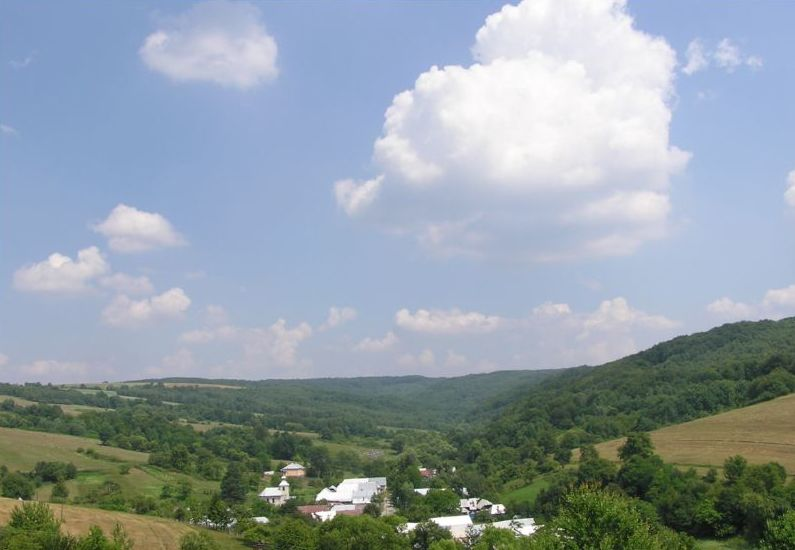
Soľník

Die Gemeinde befindet sich in den Niederen Beskiden im Bergland Ondavská vrchovina, am Bach Brusnička im Einzugsgebiet der Ondava. Das Ortszentrum liegt auf einer Höhe von 284 m n.m. und ist 18 Kilometer von Stropkov entfernt (Straßenentfernung).
Nachbargemeinden sind Veľkrop im Norden, Varechovce im Osten, Korunková im Südosten und Süden, Potôčky im Südwesten und Westen und Breznička im Nordwesten.

## Geschichte
Soľník wurde zum ersten Mal 1454 als Zadlyk schriftlich erwähnt. Das Dorf war Teil der Herrschaft von Stropkov, bis 1567 war es Besitz des Geschlechts Perényi, dann bis 1767 der Familie Pethő und später der Familie Keglevich. 1787 hatte die Ortschaft 20 Häuser und 140 Einwohner, 1828 zählte man 23 Häuser und 171 Einwohner, die als Landwirte und Waldarbeiter tätig waren.
Bis 1918 gehörte der im Komitat Semplin liegende Ort zum Königreich Ungarn und kam danach zur Tschechoslowakei beziehungsweise heute Slowakei. Auch in der Zeit der ersten tschechoslowakischen Republik waren die Einwohner als Landwirte und Waldarbeiter beschäftigt. Während des Zweiten Weltkriegs gab es starke Partisanengruppen in der Gegend. Nach dem Zweiten Weltkrieg pendelte ein Teil der Einwohner zur Arbeit in Industriebetriebe in der Umgebung, die Landwirte waren privat organisiert.

## Bevölkerung
| Jahr                | 1994 | 2004     | 2014     | 2024 |
| ------------------- | ---- | -------- | -------- | ---- |
| Anzahl der Personen | 71   | 43       | 33       | 33   |
| Unterschied         |      | −39,43 % | −23,25 % | +0 % |

| Jahr                | 2023 | 2024 |
| ------------------- | ---- | ---- |
| Anzahl der Personen | 33   | 33   |
| Unterschied         |      | +0 % |

Nach der Volkszählung 2011 wohnten in Soľník 39 Einwohner, davon 34 Slowaken und fünf Russinen. 
29 Einwohner bekannten sich zur griechisch-katholischen Kirche und 10 Einwohner zur orthodoxen Kirche.

## Bauwerke und Denkmäler
- griechisch-katholische Kirche Geburt der allheiligen Gottesmutter im neobarocken Stil aus dem Jahr 1850[6]

## Verkehr
Nach Potôčky führt nur die Cesta III. triedy 3577 („Straße 3. Ordnung“) von Kolbovce heraus.